# 北脇太基
北脇 太基（きたわき たいき、1997年10月8日 - ）は、日本テレビのアナウンサー。

## 来歴

### 学生時代
- 兵庫県姫路市生まれ。身長176cm。
- 地元の祭りで6年間、太鼓をたたく役を担当していた[2]。
- 12歳のころから陸上に打ち込み、10年間活躍した。姫路市立山陽中学校を経て、兵庫県立姫路飾西高等学校在学時には、リレーのメンバーに選ばれるために自主練習を重ね、2014年の兵庫県大会の決勝で一走を走って駿足を見せた[4]。
- 大学時代は学生キャスターやスポーツメーカーのアンバサダーとしても活躍していた。
- アナウンサーを志したきっかけは箱根駅伝の実況に感動し、中継を放映していた日本テレビを志望した。

### 日本テレビ入社
- 2020年4月1日、アナウンサー職として日本テレビに入社。アナウンサー職での同期入社は石川みなみ、田辺大智、忽滑谷こころ。
- 同年7月20日、『ZIP!』『スッキリ』で上記の3人とともに初お披露目された[5]。
- 同年8月3日、『人生が変わる1分間の深イイ話』にて入社式から初鳴きまで密着するドキュメントが放映された[6]。
- 同年9月28日からリニューアルする『Oha!4 NEWS LIVE』に忽滑谷、田辺と共に出演。入社後初のレギュラー番組となる[7]。

## 人物

### 趣味・特技
- 小学時代から中学時代まで空手を習っていた[8]。

### エピソード
- 上京直後に辻岡義堂が渋谷駅でロケをしているところを遭遇し、辻岡から北脇に「君もアナウンサーになれるよ」と声を掛けられ、まさに有言実行となった[5]。

## 出演番組
太字は、出演中
- 人生が変わる1分間の深イイ話（2020年8月3日）- 密着VTR[9]
- Oha!4 NEWS LIVE - キャスター
  - 火・水曜担当（2020年9月29日 - 2021年3月24日）
  - 月曜担当（2021年3月29日 - 9月27日）[10]
  - 田辺大智の代理（2021年6月30日、2022年11月24日・12月1日）[11]
  - 木曜担当（2021年10月7日 - 2022年3月31日）
- ZIP![12]
  - 木・金曜フィールドキャスター（2021年4月1日 - 10月1日）
  - 大町怜央の代理（2021年9月6日 - 8日[13]、2022年1月27日・28日[14]・8月4日・5日・11日・12日・9月8日・9日・11月24日）
  - 月 - 水曜フィールドキャスター（2021年10月4日 - 2023年9月27日）
  - 平松修造の代理（2023年1月5日・6日）[15]
  - 弘竜太郎の代理（2023年6月2日・8月24日・9月28日・29日・10月12日）
  - 月・火曜フィールドキャスター（2023年10月2日 - 2024年3月19日）
  - 山﨑誠の代理（2024年1月22日・23日）[16]
  - 月 - 水曜ニュースキャスター（2024年3月25日 - 2025年3月26日）
  - 月 - 金曜ニュース＆解説キャスター（2025年3月31日 - ）
  - 畑下由佳の代理（2024年4月5日）
  - 山本紘之の代理（2024年8月5日・6日）[17]
  - 安村直樹の代理（2024年8月12日 - 15日・19日 - 21日・26日 - 28日・9月2日 - 4日・9日 - 11日・16日 - 18日・23日 - 25日・30日 - 10月2日・7日 - 9日・14日 - 16日・21日 - 24日・28日 - 30日・11月4日 - 6日・11日 - 13日・18日 - 20日・25日 - 28日・12月2日 - 4日・9日 - 11日・16日 - 18日・25日）[18]
  - 平松修造・菅谷大介の代理（2024年11月29日）
- news every.
  - 土曜版（2022年10月30日・12月3日）[19]
  - 伊藤大海の代理（2022年12月29日）
- NNNニュースサンデー（2023年5月21日 - ）
- ヒルナンデス!（2023年9月6日）- 田中毅（ニュースキャスター）の代理
- ストレイトニュース（2023年11月22日）- 平松修造の代理
- ズームイン!!サタデー（2024年6月15日）- 伊藤遼の代理
- スポーツ中継